# Minucciano
Minucciano ist eine italienische Gemeinde mit 1778 Einwohnern (Stand 31. Dezember 2023) in der Provinz Lucca in der Toskana.

## Geographie

Lage der Gemeinde Minucciano in der Provinz Lucca

Minucciano liegt rund 45 km nordwestlich der Provinzhauptstadt Lucca und 90 km nordwestlich der Regionalhauptstadt Florenz im oberen Garfagnanagebirge rechts des Serchio an der Grenze zur Provinz Massa-Carrara. Im Gemeindegebiet befindet sich der höchste Berg der Toskana, der Monte Pisanino. Teile des Gemeindegebiets gehören zum Nationalpark der Apuanischen Alpen. Der Ort liegt in der klimatischen Einordnung italienischer Gemeinden in der Zone F, 3 112 GG Wichtige Gewässer im Gemeindegebiet sind die Torrenti Acqua Bianca (8 von 12 km im Gemeindegebiet) und Serchio di Gramolazzo (alle 8 km im Gemeindegebiet).
Zu den Ortsteilen gehören Agliano, Albiano, Antognano, Canepaia, Carpinelli, Castagnola, Foresto, Gorfigliano, Gramolazzo, Metra, Pieve San Lorenzo, Pugliano, Sermezzana und Verrucolette.
Die Nachbargemeinden sind Camporgiano, Casola in Lunigiana (MS), Fivizzano (MS), Massa (MS), Piazza al Serchio, Sillano Giuncugnano und Vagli Sotto.

## Geschichte
Der Hauptort Minucciano ist aus einer mittelalterlichen Festung entstanden, von der heute noch ein Turm und Teile der Mauer erhalten sind.

## Sehenswürdigkeiten
- Pieve di San Lorenzo, Pieve im Ortsteil Pieve San Lorenzo
- Chiesa di San Jacopo, Kirche in Pugliano
- Chiesa dei Santi Simone e Giuda, Kirche im Ortsteil Castagnola
- Eremo della Beata Vergine del Soccorso, Einsiedelei kurz außerhalb des Ortskerns

## Wirtschaft
Der wichtigste Wirtschaftszweig ist heute der Marmorabbau, der seit dem 20. Jahrhundert in größerem Umfang existiert. Davor wurde hauptsächlich Landwirtschaft betrieben.